# Ride (Loreen)
Ride è il secondo album in studio della cantante svedese Loreen, pubblicato nel 2017.

## Tracce
1. '71 Charger – 4:12
2. Dreams – 4:40
3. Jupiter Drive – 5:25
4. Fire Blue – 4:20
5. Hate the Way I Love You – 6:38
6. I Go Ego – 3:30
7. Heart On Hold – 4:09
8. Love Me America – 4:29
9. Ride – 5:11
10. '71 Charger (Strings bonus track) – 3:43